# Brighton Palace Pier
Brighton Pier (pierwotnie The Marine Palace i Brighton Pier, znane też jako Palace Pier) – molo położone w Brighton, mieście na południu Wielkiej Brytanii o łącznej długości 524 metrów. Zaprojektowana przez R. ST Georgie Moore budowla otwarta została w maju 1899 roku. Obiekt ten jest często odwiedzany przez turystów i stanowi centrum rozrywki dla przyjezdnych rodzin, wyposażony jest w restauracje, bary, arkadowe sale oraz wesołe miasteczko.